# Sanctuary
Sanctuary är en låt av det brittiska heavy metalbandet Iron Maiden, släppt som singel den 23 maj 1980. Singeln släpptes till Iron Maidens första LP, Iron Maiden och var den andra singeln till albumet, efter "Running Free". 
Låten är tillsammans med Iron Maiden, Murders in the Rue Morgue, Wratchchild och Running Free de enda som har framförts live av alla de tre sångarna Paul Di'Anno, Bruce Dickinson och Blaze Bayley.
Singeln skapade mycket uppståndelse i Storbritannien då den som omslag hade Iron Maidens maskot, Eddie, som knivskurit Storbritanniens dåvarande premiärminister Margret Thatcher. Hon kallades för Iron Maiden eller Iron Lady (Järnjungfrun) för sitt negativa förhållningssätt till det dåvarande Sovjetunionen. Låten inkluderades inte heller på första utgåvan av skivan i Storbritannien. Dock fanns den med på omsläppet 1990.

## Låtlista på singeln
1. Sanctuary (Harris, Di'Anno, Murray)
2. Drifter (live) (Harris, Di'Anno)
3. I've Got the Fire (live) (Montrose)

### Sanctuary
Låten dök första gången upp på samlingsalbumet Metal for Muthas och fanns inte med på Iron Maiden-albumet som släpptes i Storbritannien, däremot på albumet som släpptes i USA och på nyutsläppet på CD.
Låten handlar om en person som flyr från lagen. Samma tema dök upp på skivan Killers i låtar som till exempel Murders in the Rue Morgue. Låten är skriven av Steve Harris, Paul Di'Anno och Dave Murray.

### Drifter (live)
Se även Drifter
En liveversion av låten som släpptes först senare på Killers. Låten hörde till livefavoriterna ännu långt senare. Den här versionen är inbandad den 3 april 1980 i Marquee Club.

### I've Got the Fire (live)
En låt av Ronnie Montrose från Montrose albumet Paper Money från 1974. Både Steve Harris och Dave Murray gillade Montrose så då de ännu inte hade tillräckligt egna låtar utan måste spela covers var denna låt ett naturligt val. Denna version är inspelad under samma konsert som Drifter (se ovan).

## Banduppsättning
- Steve Harris - elbas
- Paul Di'Anno - sång
- Dave Murray - gitarr
- Dennis Stratton - gitarr
- Clive Burr - trummor